# Pourtalocyathus hispidus
Pourtalocyathus hispidus är en korallart som först beskrevs av Pourtalès 1878.  Pourtalocyathus hispidus ingår i släktet Pourtalocyathus och familjen Guyniidae. Inga underarter finns listade i Catalogue of Life.